# 陳祖榮
陳祖榮（1953年—），中華民國國寶級燈藝師，工藝藝術師，新北市三峽區人，畢業於復興美工。陳祖榮的花燈作品多次在臺灣舉辦的花燈競賽中獲獎。

## 展覧
- 2013臺北燈節展出的傳統藝陣燈作品
- 韓國首爾清溪川花燈展
- 2016臺灣燈會規劃的客家主題燈區
- 2015台灣燈會副燈-鳳凰嬉春
- 2016台灣燈會副燈-祥猴獻桃
- 2017台灣燈會副燈-鳥囀花開

## 受訪
- 接受台北市政府發行的刊物臺北畫刊的專訪[4]

## 相關
- 中華民國燈藝師林玉珠 (燈藝師)為陳祖榮工作時期的同事[5]。

- 中華花燈藝術學會成員